# Министр по выходу Великобритании из Европейского союза
Министр по выходу Великобритании из Европейского союза (англ. Secretary of State for Exiting the European Union, точный перевод — Cекретарь по делам выхода из Европейского союза, также используется понятие Секретарь по Brexit) — министр, бывший ответственным за выход Великобритании из Европейского союза. Являлся членом кабинета министров Великобритании.

## История
Должность была создана в начале премьерства Терезы Мэй, которая стала премьер-министром Великобритании 13 июля 2016 года. Первым обладателем должности является Дэвид Дэвис.
9 июля 2018 года, после отставки Дэвиса, новым министром назначен Доминик Рааб. Рааб подал в отставку 15 ноября того же года, о чём объявил в своём твиттер аккаунте, а на следующий день новым министром был назначен Стивен Баркли.
Должность была упразднена по факту свершившегося выхода Великобритании из Европейского союза 31 января 2020 года.